# Ludwig von Helmolt
Carl Christian Ludwig Friedrich von Helmolt (* 23. Juni 1769 in Bilzingsleben; † 12. Januar 1847 in Erfurt) war ein preußischer Landrat.

## Leben
Helmolt stammte aus dem Göttinger Adelsgeschlecht von Helmolt und war der Sohn des Kammerherrn und Rittergutsbesitzers Carl Friedrich von Helmolt († 9. August 1805 in Bilzingsleben) und dessen Ehefrau Louise Christiane Wilhelmine Magdalena Sophie geb. von Wangenheim († 18. September 1785). 1816 übernahm er kommissarisch und im darauffolgenden Jahr endgültig das Amt des Landrats im neugebildeten Kreis Eckartsberga der preußischen Provinz Sachsen. Dieses Amt übte er bis 1839 aus. Er gehörte 1819 zu den Gründern des ersten in Thüringen gegründeten Geschichtsvereins. Die konstituierende Sitzung fand auf seinem Rittergut in Bilzingsleben statt.
Sein Bruder war Franz Ernst Christian von Helmolt (* 18. März 1777 in Bilzingsleben), der 1806 als Premierleutnant in preußischem Dienst stand.